# 2456 Palamedes
2456 Palamedes este un asteroid descoperit pe 30 ianuarie 1966 de Observatorul Zijinshan.